# O Filho de Astérix
A Odisseia de Asterix (francês: L'Odyssée d'Astérix) é o vigésimo-sétimo álbum da série de banda desenhada franco-belga Astérix, escrito e ilustrado por Albert Uderzo e publicado em 1983. É o terceiro álbum produzido apenas por Uderzo, após o falecimento de René Goscinny em 1977.

## Sumário
Nesta história, um bebê aparece na varanda de Astérix. Enquanto tomam conta dele - algo difícil para dois homens solteiros - Astérix, juntamente com Obélix e Ideiafix, partem a procura dos pais da criança, seguindo uma pista deixada nos lençóis do bebé. Curiosamente, descobrem que os romanos estão muito interessados na criança, - tudo nos interesses de Marco Júnio Bruto, o filho adotivo de César.
Enquanto está na aldeia, o bebé bebe a poção mágica duas vezes, e torna-se num monstrinho para todas as portas da aldeia e para todos os espiões mandados para o capturar. Finalmente, Bruto decide tratar do assunto pessoalmente, atacando a aldeia com as suas legiões e queimando-a, enquanto ele vai atrás do bebé. Ele consegue raptá-lo temporariamente - com a ajuda dos piratas - mas Astérix e Obélix apanham-no e dão-lhe uma sova.
Quando os Gauleses estão a tentar fazer Bruto revelar a verdade, César e Cleópatra aparecem, resolvendo o mistério do bebé: ele é Ptolomeu XV Cesarião (nascido a 23 de junho de 47 a.C.), o filho de Júlio César e Cleópatra. Bruto queria matá-lo, e Cleópatra tinha-o deixado na aldeia para o proteger.
A história acaba com o tradicional banquete, na barca de Cleópatra, e com a participação de César. Segundo Uderzo, houve críticas pelo banquete não ser ambientado na aldeia gaulesa, como de costume.